# Birth Control
Birth Control (englisch für „Geburtenkontrolle“) ist eine deutsche Krautrockband, deren größter Erfolg der Song Gamma Ray aus dem Jahr 1972 ist. Kennzeichnend für ihre Musik sind lange Stücke und Soloeinlagen der einzelnen Instrumente, insbesondere des Schlagzeugs.

## Geschichte
Birth Control formierte sich im August 1966 aus zwei Berliner Bands, den Earls und den Gents. Gründungsmitglieder waren Bernd Koschmidder, Reinhold Sobotta, Rolf Gurra, Fritz Gröger, Klaus Orso, Reiner Borchert und Hugo Egon Balder. Ende der 1960er Jahre war die Geburtenkontrolle wegen der päpstlichen Enzyklika Humanae Vitae ein vieldiskutiertes Thema. Den englischen Ausdruck Birth Control hörten die Bandmitglieder beim Radiosender AFN und machten ihn zum Namen ihrer Gruppe.
Birth Control profilierte sich zunächst als Coverband, hauptsächlich mit Stücken von Julie Driscoll. Nach ersten personellen Veränderungen – Balder und Orso verließen die Band, Bernd Noske kam dazu – hatte die Band Anfang 1969 ein dreimonatiges Gastspiel in einem Beiruter Nachtclub. Gitarrist Borchert blieb im Libanon, Bruno Frenzel ersetzte ihn. Nachdem auch Fritz Gröger im Spätsommer ausgeschieden war, begann die Band erste eigene Stücke einzuspielen. Die Band tingelte anschließend durch Deutschland. 
In Wien wurde die erste Single produziert, Ende des Jahres stieg Rolf Gurra aus, und die erste LP Birth Control erschien. Die Gruppe wurde als einzige deutsche Band zum Super Concert 70 in die Deutschlandhalle in Berlin eingeladen, bei dem auch Jimi Hendrix, Ten Years After und Procol Harum spielten. Zudem wirkte Birth Control in zwei Filmen mit, in einer Vampirkomödie und in Ich – ein Groupie (1970) mit Ingrid Steeger.
Birth Controls erste LP erschien mit ungewöhnlichem Cover: einer runden Dose, die einer Antibabypillenverpackung glich. Es folgten Tourneen im deutschsprachigen Raum und 1971 das zweite Album. Auf dem Cover war der Papst mit einem ein babyfressenden Monster abgebildet. Das englische Cover sorgte für einen Verpackungsstreik, denn auf ihm waren Kondome abgebildet. Zugleich war das aber Werbung, so dass Birth Control zu Konzerten nach England eingeladen wurde und als erste deutsche Band im  Londoner Marquee Club auftrat. Anschließend gaben sie ein Konzert in Cannes.
1972 wurde zum Jahr des Durchbruchs für Birth Control: Das Album Hoodoo Man erschien bei der Plattenfirma CBS. Die Band tourte durch Europa und war die Hauptattraktion auf Veranstaltungen. Der größte Erfolg war Gamma Ray, aus eigener Sicht „der Kultsong der Kraut-Rock Ära überhaupt“. Der Titel verkaufte sich nach Bandangaben weit über 300.000 Mal. Zu seiner späteren Popularität in der Techno-Szene merkte die Band an, dass es „dahingestellt bleibt, ob dies als Kompliment zu werten ist“.
Es folgten weitere Platten und Tourneen. Ende der 1970er Jahre sanken die Verkaufszahlen. Horst Stachelhaus ersetzte 1977 Föller, Manni von Bohr (wie Stachelhaus von der Band Message) sorgte als Schlagzeuger dafür, dass Noske sich mehr um den Gesang kümmern konnte. 1983 starb Bruno Frenzel an den Spätfolgen eines Stromschlags; die Band verlor damit ihren Hauptkomponisten und -texter. Noske löste die Band auf.
1993 vereinte Noske alte und neue Mitglieder und belebte Birth Control wieder. Neben alten Aufnahmen, die nach und nach als CDs erschienen, produzierte die Band auch neue Alben, hatte aber vor allem dank der alten Hits wieder großen Zulauf. Xaver „Fischfinger“ Fischer (Keyboards) steuerte die meisten Songs zum Album Jungle Life bei. Nach dem Tod von Horst Stachelhaus bestand die Besetzung bis 2014 aus Bernd Noske (Schlagzeug, Gesang), Peter Engelhardt (ab 2011 Martin „Ludi“ Ettrich) (Gitarre), Sascha Kühn (Keyboard) und Hannes Vesper (Bass).
Nachdem Bernd Noske im Februar 2014 überraschend verstorben war, gab die Band ihre Auflösung bekannt. Die verbleibende letzte Besetzung (Kühn, Ettrich und Vesper) plante, im Anschluss an zwei in Gedenken an Noske angesetzte Konzerte weiterhin aufzutreten, dann jedoch in Zusammenarbeit mit dem ehemaligen Bassisten Peter Föller und unter dem Namen Rebirth. Die Auflösung der Gruppe und die Namensänderung wurden im Laufe des Jahres 2014 widerrufen.
Im Januar 2016 gab die Band auf ihrer Website bekannt, dass sie wieder aktiv wird. Mit dabei sind neben der letzten Besetzung die ehemaligen Mitglieder Peter Föller (Gesang) und Manfred von Bohr (Schlagzeug). Die Veröffentlichung des Albums Here and Now, dem letzten mit Bernd Noske, erfolgte im März 2016. Gleichzeitig nannte die Gruppe erstmals seit Noskes Tod neue Termine für Auftritte. Diese ersten Konzerte fanden ab 2018 statt, bis auf eine Zwangspause durch die Covid-19-Pandemie im Jahr 2020. 2021 setzte die Band ihre Tournee fort, verknüpft mit der Ankündigung eines neuen Albums.

## Diskografie

### Studioalben
- 1970: Birth Control
- 1971: Operation
- 1972: Hoodoo Man
- 1973: Rebirth
- 1973: Knock! Knock! Who’s There
- 1975: Plastic People
- 1976: Backdoor Possibilities
- 1977: Increase
- 1978: Titanic
- 1980: Count on Dracula
- 1981: Deal Done at Night
- 1982: Bäng
- 1995: Two Worlds
- 1996: Jungle Life
- 1999: Getting There
- 2003: Alsatian
- 2016: Here and Now
- 2022: Open Up

### Live-Alben
- 1974: Live
- 1979: Live 79
- 1994: Condomium (Live)
- 2005: 35th Anniversary – Live @ Rockpalast
- 2024: Live - Tresohr Sessions

DVDs
- Birth Control – History: Krautrock Classics, 2005, 135 Min.
- Birth Control – Live Harmonie Bonn, 2018, 115 Min.